# Aircel Chennai Open 2014
Aircel Chennai Open 2014 byl tenisový turnaj mužů na profesionálním okruhu ATP World Tour, hraný v areálu SDAT Tennis Stadium na otevřených dvorcích s tvrdým povrchem. Konal se na úvod sezóny mezi 30. prosincem 2013 až 5. lednem 2014 v indickém městě Čennaí jako devatenáctý ročník turnaje.
Řadil se do kategorie ATP World Tour 250. Celkový rozpočet činil 450 000 dolarů. Nejvýše nasazeným hráčem ve dvouhře byl osmý tenista světa Stanislas Wawrinka ze Švýcarska, který turnaj vyhrál.

## Dvouhra mužů

### Nasazení
| Stát      | Hráč                   | ATP1 | Nasazení |
| --------- | ---------------------- | ---- | -------- |
| Švýcarsko | Stanislas Wawrinka     | 8.   | 1.       |
| Rusko     | Michail Južnyj         | 15.  | 2.       |
| Itálie    | Fabio Fognini          | 16.  | 3.       |
| Francie   | Benoît Paire           | 26.  | 4.       |
| Kanada    | Vasek Pospisil         | 32.  | 5.       |
| Španělsko | Marcel Granollers      | 38.  | 6.       |
| Francie   | Édouard Roger-Vasselin | 52.  | 7.       |
| Španělsko | Roberto Bautista-Agut  | 58.  | 8.       |

- 1 Žebříček ATP k 23. prosinci 2013.

### Jiné formy účasti
Následující hráčí obdrželi divokou kartu do hlavní soutěže:
- Juki Bhambri
- Kyle Edmund
- Džívan Nedunčežijan

Následující hráči postoupili z kvalifikace:
- Radu Albot
- Alexandr Kudrjavcev
- Henri Laaksonen
- Ramkumar Ramanathan

### Odhlášení
před zahájením turnaje
- Janko Tipsarević
- Jürgen Zopp

v průběhu turnaje
- Lu Jan-sun

### Skrečování
- Fabio Fognini
- Alexandr Kudrjavcev
- Julian Reister
- Michail Južnyj

## Mužská čtyřhra

### Nasazení
| Stát    | Hráč            | Stát     | Hráč             | ATP1 | Nasazení |
| ------- | --------------- | -------- | ---------------- | ---- | -------- |
| Indie   | Rohan Bopanna   | Pákistán | Ajsám Kúreší     | 28.  | 1.       |
| Itálie  | Fabio Fognini   | Indie    | Leander Paes     | 46.  | 2.       |
| Německo | Andre Begemann  | Německo  | Martin Emmrich   | 91.  | 3.       |
| Švédsko | Johan Brunström | Dánsko   | Frederik Nielsen | 106. | 4.       |

- 1 Žebříček ATP k 23. prosinci 2013; číslo je určeno součtem postavení obou členů dvojice na žebříčku čtyřhry.

### Jiné formy účasti
Následující dvojice obdrželi divokou kartu do hlavní soutěže:
- Sriram Baladži /  Ramkumar Ramanathan
- Karen Chačanov /  Saketh Myneni

### Odhlášení
v průběhu turnaje
- Fabio Fognini

### Skrečování
- Lu Jan-sun

## Přehled finále

### Mužská dvouhra
- Stanislas Wawrinka vs.  Édouard Roger-Vasselin, 7–5, 6–2

### Mužská čtyřhra
- Johan Brunström /  Frederik Nielsen vs.  Marin Draganja /  Mate Pavić, 6–2, 4–6, [10–7]